# Pesquera (Kantabrien)
Pesquera ist eine Gemeinde in der spanischen Autonomen Region Kantabrien. Sie befindet sich in der Comarca Campoo-Los Valles. ihre Grenzen sind: im Norden mit Bárcena de Pie de Concha und Molledo, im Süden und Westen mit Santiurde de Reinosa und im Osten mit San Miguel de Aguayo. In Bezug auf das historische Erbe ist die sehr gut erhaltene Römerstraße zu erwähnen, die in der Antike Segisamo (Sasamón, Burgos) mit Portus Blendium (Suances, Kantabrien) verband. Daneben gibt es mehrere romanische Kirchen.

## Orte
- Pesquera (Hauptort)
- Ventorrillo
- Somaconcha (unbewohnt)

## Bevölkerungsentwicklung
| 1842 | 1900 | 1950 | 1981 | 1991 | 2001 | 2011 |
| ---- | ---- | ---- | ---- | ---- | ---- | ---- |
| 239  | 352  | 294  | 116  | 110  | 85   | 72   |